# Paul-Drude-Institut für Festkörperelektronik
Das Paul-Drude-Institut für Festkörperelektronik (PDI) ist eine Forschungseinrichtung, die unter der Trägerschaft des Forschungsverbundes Berlin steht und Mitglied der Wissenschaftsgemeinschaft Gottfried Wilhelm Leibniz ist. Das Institut hat seinen Sitz am Hausvogteiplatz in Berlin-Mitte, seine Forschungsaktivitäten sind der Grundlagenforschung in den Fächern Physik und Ingenieurwissenschaften und den Gebieten Werkstoffkunde/Materialwissenschaften und Elektronik/Optoelektronik zuzuordnen.

## Geschichte
Das Institut ist aus dem Zentralinstitut für Elektronenphysik der Akademie der Wissenschaften der DDR hervorgegangen. Auf Grund einer Empfehlung des Wissenschaftsrats wurde das Institut am 1. Januar 1992 neu gegründet und bis 2006 von Klaus Ploog geleitet. Anschließend war Henning Riechert bis Ende 2019 Direktor des Instituts.
Das Institut ist benannt nach dem deutschen Physiker Paul Drude (1863–1906), der unter anderem in den Bereichen Optik und Elektronik forschte und Namensgeber für die Drude-Theorie ist.

## Aufgaben
Das PDI betreibt Grundlagenforschung an nanostrukturierten Halbleitern und ist in die Entwicklung und Realisierung neuartiger Konzepte für zukünftige Bauelemente der Informations- und Kommunikationstechnik eingebunden.
Forschungsschwerpunkte sind einerseits III-V-Halbleiter auf der Basis von Aluminium, Gallium und Indium sowie Stickstoff und Arsen, andererseits hybride Ferromagnet-Halbleiterstrukturen. In den letzten Jahren sind weitere Materialien hinzugekommen, darunter halbleitende Oxide, z. B. Ga2O3, sowie 2D-Materialien, z. B. Graphen und hexagonales Bornitrid. Hierbei werden unter anderem die Kristallwachstumsprozesse mittels Molekularstrahlepitaxie untersucht. Des Weiteren sind grundlegende optische, elektrische und strukturelle Eigenschaften der so hergestellten Halbleiterschichten und -strukturen Gegenstand der Forschung. Wo möglich werden darüber hinaus Wege hin zu möglichen Anwendungen aufgezeigt.
Dabei geht es sowohl um die Erzeugung, Verstärkung, Übertragung und Manipulation von Licht als auch um die Entwicklung neuer Konzepte für die Kodierung, Übertragung und Verarbeitung von Information, die auf Quantenzuständen einzelner Photonen oder Elektronen basieren (Spintronik). Aktuelle Themen sind außerdem Wachstum und Charakterisierung von Nanodrähten, akustische Oberflächenwellen zur Kontrolle elementarer Anregungen (Photononen, Elektronen, Spins), Phasenwechselmaterialien und Quantenkaskadenlaser.
Die Forschung ist in drei Abteilungen gegliedert: Epitaxie (vorrangig Molekularstrahlepitaxie, MBE), Halbleiter-Spektroskopie und Mikrostrukturanalyse. Schwerpunktthemen werden jedoch Abteilungsübergreifend bearbeitet.

## Kooperationen
Das PDI kooperiert eng mit universitären und außeruniversitären Einrichtungen und ist in viele Drittmittelprojekte eingebunden.
Im universitären Bereich besteht eine enge Kooperation mit dem Institut für Physik, Fachgebiet Experimentalphysik und Materialwissenschaften der Mathematisch-Naturwissenschaftlichen Fakultät I der Humboldt-Universität zu Berlin.
Am PDI angesiedelt sind zwei Applikationslabore für Elektronentomographie und zeitaufgelöste Kathodolumineszenzspektroskopie, wodurch diese Charakterisierungstechniken auch externen Nutzern zugänglich sind.

## Infrastruktur
Der Direktor des Instituts, verbunden mit einer S-Professur am Fachbereich Physik der Humboldt-Universität zu Berlin, ist seit Juli 2021 Roman Engel-Herbert. Am Institut arbeiten etwa 100 Personen.
Der Gesamtetat des Instituts lag 2019 bei 10,9 Millionen Euro, davon wurden rund 9,5 Millionen Euro im Rahmen der Grundfinanzierung je zur Hälfte vom Bund und von den Ländern getragen.
Das Institut betreibt unter anderem etwa ein Dutzend Anlagen zur Molekularstrahlepitaxie, diverse optische Messplätze (Photolumineszenz, Kathodolumineszenz, FTIR, UV-Raman-Spektroskopie …), mehrere Transmissionselektronenmikroskope, Rasterelektronenmikroskope und Rastersondenmikroskope, sowie einen integrierten Wachstums- und Messaufbau am Berliner Synchrotron (Elektronenbeschleuniger- und speicherring) BESSY. Es verfügt über einen eigenen Reinraum.